# Fußball in Südamerika
Fußball ist in Südamerika die beliebteste Sportart. Der südamerikanische Fußball wird oftmals als der technisch beste bezeichnet, vor allem wegen der sehr hohen Spielkultur der erfolgreichen Fußballnationen Brasilien, Argentinien und Uruguay. Der kontinentale Verband ist die Confederação Sul-Americana de Futebol (CONMEBOL), welcher 1916 gegründet wurde. Mitglieder sind zehn der zwölf Staaten Südamerikas, mit Ausnahme von Guyana und Suriname. Diese gehören, wie auch Französisch-Guayana, der Confederation of North and Central American and Caribbean Association Football (CONCACAF) an und nehmen auch an deren Wettbewerben teil.
Als Besonderheit im südamerikanischen (lateinamerikanischen) Fußball werden die nationalen Fußballmeisterschaften in den meisten Ländern in zwei halbjährige Serien Apertura und Clausura geteilt, die separat gewertet werden und für die in einigen Ländern oft auch ein eigener Meistertitel vergeben wird.

## Wettbewerbe für Nationalmannschaften

### Copa América
Die Copa América wird seit 1916 ausgetragen. Sie ist nach dem olympischen Fußballturnier das zweitälteste noch stattfindende Fußballturnier für Nationalmannschaften. Sie wurde mit einigen Ausnahmen alle zwei Jahre ausgetragen, seit 2007 alle vier Jahre. 
Mit 16 Titeln ist Argentinien Rekordsieger, gefolgt von Uruguay mit 15 Titeln. Brasilien errang den Titel neunmal, Chile, Paraguay und Peru je zweimal sowie Bolivien und Kolumbien je einmal. Ecuador erreichte als beste Platzierung zweimal den vierten Platz. Venezuela konnte bisher einen vierten Platz in diesem Turnier verbuchen.

### Südamerikameisterschaft der Frauen
Die Fußball-Südamerikameisterschaft der Frauen (span. Sudamericano Femenino) wird seit 1991 in unregelmäßigen Abständen, ab 2006 alle vier Jahre im Vorjahr der Frauen-WM, ausgetragen. Mit 5 Titeln bei bisher 6 Austragungen ist Brasilien Rekordmeister.

### Nachwuchsturniere
- U-20-Fußball-Südamerikameisterschaft (span. Campeonato Sudamericano Sub-20)
- U-17-Fußball-Südamerikameisterschaft (span. Campeonato Sudamericano Sub-17)
- U-15-Fußball-Südamerikameisterschaft (span. Campeonato Sudamericano Sub-15)
- U-20-Fußball-Südamerikameisterschaft der Frauen (span. Sudamericano Femenino Sub-20)
- U-17-Fußball-Südamerikameisterschaft der Frauen (span. Sudamericano Femenino Sub-17)

### Frühere Wettbewerbe (Auswahl)
In der Vergangenheit gab es in Südamerika eine Vielzahl von Wettbewerben für Fußballnationalmannschaften die nur jeweils zwischen zwei Ländern ausgetragen wurden.
Zwischen Argentinien und Uruguay waren dies u. a. die Copa Newton, Copa Lipton, das Gran Premio de Honor Argentino bzw. Gran Premio de Honor Uryguayo, die Copa Héctor Gómez und die Copa Juan Mignaburu.
Zwischen Argentinien und Brasilien u. a. die Copa Roca.
Zwischen Argentinien und Paraguay u. a. die Copa Chevallier Boutell.
Zwischen Argentinien und Chile u. a. die Copa Carlos Dittborn.
Zwischen Brasilien und Chile u. a. die Copa Bernardo O’Higgins.
Zwischen Brasilien und Uruguay u. a. die Copa Río Branco.
Zwischen Uruguay und Paraguay u. a. die Copa Artigas, die Copa Félix Bogado.
Zwischen Uruguay und Chile u. a. die Copa Juan Pinto Durán.
Zwischen Peru und Chile u. a. die Copa del Pacífico.
Zwischen Bolivien und Paraguay u. a. die Copa Paz del Chaco.
Diese Wettbewerbe haben spätestens seit den 1960er Jahren, meist schon früher, an Bedeutung verloren und wurden danach nur noch sporadisch ausgespielt. Mittlerweile sind sie bis auf wenige Ausnahmen auch aus Termingründen ganz eingestellt.
1910 gab es einmalig ein Turnier mit 3 Teilnehmern (Argentinien, Uruguay und Chile) das Campeonato Sudamericano (1910), welches oft fälschlicherweise nachträglich zu ersten (inoffiziellen) Südamerikameisterschaft (Copa America) aufgewertet wurde.
Von 1956 bis 1976 wurde um die Copa del Atlántico (Taça do Atlântico) zwischen den vier Teilnehmern Brasilien, Argentinien, Uruguay und Paraguay gespielt.

### CONCACAF-Nationalmannschaften
Weder die Surinamische Fußballnationalmannschaft noch die Guyanische Fußballnationalmannschaft konnten sich für die Weltmeisterschaft oder für den CONCACAF Gold Cup qualifizieren. Bei der Fußball-Karibikmeisterschaft konnte Suriname zweimal, Guyana einmal als größte Erfolge den vierten Platz belegen.

## Wettbewerbe für Klubs

### Copa Libertadores
Die Copa Libertadores ist von der Bedeutung her vergleichbar mit der UEFA Champions League in Europa. Rekordmeister ist der argentinische Klub Independiente Avellaneda mit sieben Titeln. Gespielt wurde erstmals 1960. Der Gewinner (bzw. im Falle, dass der Gewinner nicht aus Südamerika kommt das bestplatzierte südamerikanische Team) qualifiziert sich für die FIFA-Klub-Weltmeisterschaft.

### Copa Sudamericana
Die 2002 eingeführte Copa Sudamericana ist nach der Copa Libertadores der zweitwichtigste Wettbewerb im südamerikanischen Vereinsfußball. Er wird manchmal mit der UEFA Europa League im europäischen Fußball verglichen; im Unterschied zu dieser spielen in ihm zum Teil jedoch auch Teilnehmer der Copa Libertadores mit.

### Recopa Sudamericana
Die Recopa Sudamericana ist der südamerikanische Supercup für Clubmannschaften. Von 1989 bis 1998 ermittelten der Sieger der Copa Libertadores und der Sieger der Supercopa Sudamericana (Supercopa Libertadores/Supercopa Joao Havelange) den Sieger. Von 1999 bis 2002 wurde nicht ausgespielt, wird der Sieger seit 2003 zwischen den Siegern der Copa Libertadores und Copa Sudamericana ermittelt.

### Frühere Wettbewerbe
- Copa Aldao (1916–1947)
- Copa del Atlántico 1947
- Die Campeonato Sudamericano de Campeones 1948 war ein Wettbewerb der südamerikanischen Fußballmeister. Sie kann als erster Versuch eines Meisterwettbewerbs in Südamerika gelten
- Copa del Atlántico de Clubes 1956
- Supercopa (1968–1969)
- Recopa Sudamericano de Clubes 1970/71
- Supercopa Sudamericana (Supercopa Libertadores / Supercopa João Havelange) (1988–1997) & Copa Master Supercopa Libertadores (1992 + 1995)
- Die Copa Conmebol (1992–1999) & die Copa Master Conmebol (Copa Conmebol Master) 1996
- Copa de Oro Nicolás Leoz (1993–1996)
- Copa Mercosur & Copa Merconorte (1998–2001)

### Pokal der CONCACAF
Der CONCACAF Champions Cup (2008 bis 2023: CONCACAF Champions League) ist der Fußballpokal der CONCACAF für Vereinsmannschaften. An ihm nehmen die Mannschaften aus Guyana und Suriname teil.

## Nationale Wettbewerbe und Verbände

### Argentinien
Der Dachverband Asociación del Fútbol Argentino wurde 1893 gegründet und ist somit der älteste Verband der Conmebol. Es gibt 2994 Vereine (Stand 2002). Die erste Liga heißt Primera División (bzw. Superliga) und umfasst 24 Vereinsmannschaften (Stand 2020). Daneben gibt es eine zweite landesweite Liga mit dem Namen Primera B Nacional. Ein offizieller Pokalwettbewerb wurde erstmals 1969 ausgetragen und 2011 nach mehr als 40 Jahren reaktiviert.

### Bolivien
Der Dachverband, Federación Boliviana de Fútbol wurde 1925 gegründet und organisiert nur eine einzige landesweite Liga, die Liga de Fútbol Profesional Boliviano (LFPB) mit 12 Vereinsmannschaften. Der Rekordmeister ist Club Bolívar mit 15 Titeln, gefolgt von Club The Strongest mit 6.

### Brasilien
Die Confederação Brasileira de Futebol wurde 1914 gegründet und umfasst heute ca. 6000 Vereine. Aufgrund seiner Größe hatte Brasilien immer Probleme, eine nationale Meisterschaft zu organisieren. Erst 1959 gelang es dem damaligen CBD, die erste nationale Meisterschaft mit den Staatsmeistern zu organisieren. EC Bahia  war der erste nationale Meister. Der landesweite Spielbetrieb ist in die vier Ligen Série A (20 Vereinsmannschaften), Série B (20 Mannschaften), Série C (40 Mannschaften) und Serie D (40 Mannschaften) aufgeteilt und findet in der zweiten Jahreshälfte statt. Die Série A gehört zu den zehn stärksten Ligen der Welt. Von Bedeutung sind daneben ebenfalls die Meisterschaften der Bundesstaaten, die großteils zwischen Januar und Mai ausgetragen werden, sowie der brasilianische Pokal, Copa do Brasil.

### Chile
Der chilenische Fußball wird von der Federación de Fútbol de Chile organisiert. Er wurde 1895 gegründet und ist somit der zweitälteste Verband Südamerikas. Das Ligensystem heißt Liga Chilena de Fútbol, die erste Liga Primera División, mit 18 Vereinsmannschaften, daneben existiert als zweite landesweite Liga die Primera B mit 14 Mannschaften. Der Pokalwettbewerb Copa Chile wurde im Jahr 2000 zum letzten Mal ausgetragen.

### Ecuador
Der Dachverband Federación Ecuatoriana de Fútbol (FEF) wurde 1925 gegründet und umfasst 1000 Vereine. Das Ligensystem heißt Campeonato Ecuatoriano de Fútbol. Da der Sponsor der Liga eine Brauerei ist, werden die beiden landesweiten Ligen Serie A und Serie B, die jeweils 12 Mannschaften umfassen, mit dem Namen Copa Pilsener bezeichnet. Rekordmeister ist der Barcelona Sporting Club mit 14 Titeln.

### Guyana
Der Dachverband heißt Guyana Football Federation und wurde 1902 gegründet. Aktuell gibt es keine Profiliga im europäischen Sinne, die Guyana National Football League wurde 2001 eingestellt. Daneben wird der Pokalwettbewerb, der Guyana Mayors Cup, seit 1999 ununterbrochen ausgetragen, ebenfalls bedeutend ist der seit 1990 ausgetragene Kashif & Shanghai Knockout Tournament.

### Kolumbien
Der Dachverband Federación Colombiana de Fútbol wurde 1925 gegründet und umfasst 3.685 Vereine (Stand 1990). Am Ende der 1940er war die erste Liga die mächtigste und reichste Fußballliga. Die Liga heißt Fútbol profesional colombiano oder (aus Sponsorship-Gründen) Liga Postobón und ist in eine Ligen-, eine Gruppen- und eine Playoff-Phase eingeteilt. Die zweite Liga wird Liga Postobón genannt. Daneben gibt es den Pokalwettbewerb Copa Colombia, auch Copa Postobón genannt.

### Paraguay
Der Dachverband Asociación Paraguaya de Fútbol wurde 1906 gegründet und umfasst ca. 1.100 Vereine. Das Wettbewerbssystem heißt Liga Paraguaya, die erste Liga davon Primera División, in der 12 Vereinsmannschaften spielen. In dieser Liga kämpfen vor allem Olimpia Asunción und Club Cerro Porteño um die Meisterschaft, derzeit dominierend ist jedoch Libertad Asunción. Weiterhin gibt es eine zweite landesweite Liga, die División Intermedia mit 10 Vereinsmannschaften.

### Peru
Der Dachverband Federación Peruana de Fútbol wurde 1922 gegründet. Neben dem Ligensystem (Liga Peruana de Fútbol) gibt es auch einen Pokalwettbewerb, die Copa Peru. Die erste Liga Primera División umfasst 12 Vereinsmannschaften, die zweite, Segunda División, nur 11. Noch nie gewann eine peruanische Mannschaft die Copa Libertadores.

### Uruguay
Der Fußball in Uruguay wird vom nationalen Fußballverband Asociación Uruguaya de Fútbol organisiert. Dieser wurde 1900 gegründet und umfasst ca. 1100 Vereine. Das Ligensystem heißt Campeonato Uruguayo de Fútbol. In der ersten Liga Primera División, die 16 Mannschaften umfasst, gewannen mit wenigen Ausnahmen immer Nacional Montevideo und Peñarol Montevideo die Meisterschaft. Die zweite Liga Segunda División umfasst ebenfalls 16 Vereinsmannschaften.

### Suriname
Der Dachverband Surinaamse Voetbal Bond wurde 1920 gegründet. Die höchste Liga heißt Eerste Divisie, in ihr spielen seit der Saison 2017/18 dreizehn Mannschaften um die Meisterschaft. Zweite landesweite Liga ist die Tweede Divisie. Der nationale Pokalwettbewerb heißt Beker van Suriname. Die Gewinner der Liga und des Pokals spielen unter sich den President’s Cup aus.

### Venezuela
Die Federación Venezolana de Fútbol wurde 1926 gegründet und ist somit der jüngste Verband der Conmebol. Die erste Liga wird Primera División genannt und umfasst 18 Mannschaften, eine zweite Profiliga, die Segunda División, umfasst 12. Daneben gibt es einen Pokalwettbewerb, der mehrmals seinen Namen änderte und seit 2007 Copa Venezuela heißt.

### Weitere Gebiete und Territorien
In Französisch-Guayana existiert seit 1962 ebenfalls ein Dachverband, die Ligue de Football de Guyane, die auch der CONCACAF angeschlossen ist. Da das Gebiet jedoch zum französischen Kernland zählt, hat es keine eigene Nationalmannschaft, es gehört auch offiziell zur Fédération Française de Football. Es wird eine eigene Meisterschaft, das Championnat de Guyane mit 12 Mannschaften, sowie ein eigener Pokalwettbewerb ausgetragen.
Auf den Falklandinseln wird Fußball nur im Hobbybereich gespielt. Dennoch haben die Inseln eine eigene Nationalmannschaft, die regelmäßig an den Island Games teilnimmt. Ebenfalls gibt es seit 1947 einen Dachverband mit dem Namen Falkland Islands Football League, der ein Fußballturnier mit vier Mannschaften organisiert.
Die Osterinsel, die zu Chile gehört, hat ebenfalls eine eigene Fußballnationalmannschaft. Sie gehört dem N.F.-Board an und absolvierte bisher nur zwei Spiele gegen die Auswahl der ebenfalls chilenischen Juan-Fernández-Inseln.

## Bedeutende Spieler Südamerikas (Auswahl)
Viele weltbekannte Fußballer stammen aus Südamerika. Sie sind durch ihre kreative Spielweise und hohen technischen Fähigkeiten am Ball berühmt. Seit 1971 findet jährlich eine Wahl zu Südamerikas Fußballer des Jahres statt.
| - Argentinien - Ángel Labruna - Adolfo Pedernera - Lionel Messi - Diego Maradona - Alfredo Di Stéfano - Gabriel Batistuta - Mario Kempes - Carlos Tévez - Daniel Passarella - Oscar Ruggeri - Brasilien - Ademir da Guia - Alex - Bebeto - Careca - Carlos Alberto - Cláudio Taffarel - Clodoaldo - Zinho - Djalma Santos - Djalminha - Dunga - Edmundo - Émerson Leão - Gérson - Gilmar - Heleno de Freitas - Bellini - Jairzinho - Zito - Pepe - Reinaldo - Juninho - Leônidas - Müller - Márcio Amoroso - Marcos - Nelinho - Nílton Santos - Patesko - Raí - Renato Gaúcho - Rivaldo - Roberto Dinamite - Thiago Silva - Toninho Cerezo - Ademir de Menezes - Aldair - Arthur Friedenreich - Cafu - César Sampaio - Branco - Coutinho - Dida - Didi - Dirceu Lopes - Garrincha - Jorginho - Juan - Júnior - Leonardo - Leônidas da Silva - Mário Zagallo - Neymar - Paulo Roberto Falcão - Pelé - Rivaldo - Roberto Rivelino - Romário - Ronaldinho - Ronaldo - Sócrates - Tostão - Piazza - Zico - Zizinho - Bolivien - Marco Etcheverry - Chile - Elías Figueroa - Iván Zamorano - Marcelo Salas - Leonel Sánchez - Kolumbien - Willington Ortiz - Carlos Valderrama - René Higuita - Mario Yepes - Juan Cuadrado - Falcao - Freddy Rincón - James Rodríguez - Ecuador - Alberto Spencer - Paraguay - Arsenio Erico - Carlos Gamarra - José Luis Chilavert - Peru - Teófilo Cubillas - Héctor Chumpitaz - César Cueto - Paolo Guerrero - Uruguay - José Leandro Andrade - Héctor Scarone - José Nasazzi - Juan Schiaffino - Enzo Francescoli - Diego Forlán - Diego Godín - Edinson Cavani - Luis Suárez - Hugo de León - Paolo Montero |

## Bedeutende Klubs Südamerikas (Auswahl)
Eine Reihe von weltweit bekannten Fußball-Klubs stammt aus Südamerika. Sie sind in ihren jeweiligen Ländern oftmals nationaler Meister und in Südamerika Gewinner der Copa Libertadores. Bekanntheitsgrad außerhalb Südamerikas erlangten sie vor allem durch ihre Teilnahme bzw. den Gewinn des von 1960 bis 2004 jährlich ausgetragenen Weltpokals. Klubs aus Südamerika erreichten bis auf eine Ausnahme auch jeweils das Endspiel der seit (2002) 2005 ausgetragenen FIFA-Klub-Weltmeisterschaft.
| - Argentinien - CA Independiente - Boca Juniors - Argentinos Juniors - Club Atlético San Lorenzo de Almagro - River Plate - Racing Club (Avellaneda) - Estudiantes de La Plata - CA Vélez Sarsfield - Brasilien - FC Santos - FC São Paulo - Cruzeiro Belo Horizonte - Atlético Mineiro - Grêmio Porto Alegre - Internacional Porto Alegre - Flamengo Rio de Janeiro - Fluminense Rio de Janeiro - Corinthians São Paulo - CR Vasco da Gama - Botafogo FR - Palmeiras São Paulo - Bolivien - Club Bolívar - Club The Strongest - Venezuela - FC Caracas | - Kolumbien - CD Los Millonarios - América de Cali - Atlético Nacional - Once Caldas - Uruguay - Nacional Montevideo - Peñarol Montevideo - Chile - CSD Colo-Colo - CF Universidad de Chile - CD Universidad Católica - CD Cobreloa - Paraguay - Club Olimpia - Club Cerro Porteño - Peru - Alianza Lima - Universitario de Deportes - Sporting Cristal - Ecuador - LDU Quito - Barcelona Sporting Club - Club Sport Emelec - CD El Nacional |